# 李恩繹
李恩繹（1776年-1846年），字巽甫， 号東雲、佃芸，内务府汉军正白旗人。清朝官员，庶吉士出身，籍直隶省永平府滦州。

## 生平
嘉慶十三年戊辰（1808）登二甲進士。嘉慶十四年，授翰林院編修。历任福建道监察御史，道光五年山东运河兵备道，长芦盐运使；道光十三年廣東按察使，十五年陕西按察使，十六年江西布政使署理江西巡抚，兼署广东布政史（任期内于1836年曾赴澳门查看）。道光十七年十月三十，由江西布政使调任廣西布政使。道光十九年六月十六（1839年7月26日），因病解任。
任《欽定全唐文》提調官。著有《讀易備解》、《古韻備考》、《东云未焚草》、《东云鄙言》、《佃芸诗草》（据《永平府志：艺文志》卷四十八）。“东云先生最深于易，有《读易述知》一篇”（载符茵森《寄心庵诗话》）。任职山东时，撰写济州 (中国)的若干碑记，有《道光九年新修济宁城南北楼记碑》、《道光九年先贤仲子庙移文石刻》、《道光十年新修任城南池记石刻》、《道光十年新修任城太白楼记石刻》（载徐宗幹《濟州金石志》）。
嘉慶六年进士陳用光赠诗《题梅花便面赠李東雲同年之粵東廉訪任》（载陳用光《太乙舟詩集》）。
李恩繹之墓在北京昌平县崔村镇八家村。据2010年记载，墓已无存，幸存的“李公神道碑”现由昌平文委保存。孙儿李祜 (道光进士)作《皇清例授通奉大夫貤封朝議大夫原任江西廣西布政使顯考東雲府君行述》（北京国家图书馆藏）。
家族一门在清代共出十二位文科进士（参见李祉）。胞弟翰林李恩慶，道光朝书画鉴藏名家。

## 家庭
- 始祖李逢阳。
- 世祖李毓元，贡生。妻王氏。
- 太高祖李桢。妻王氏。
- 高祖贡生李宏勳，候选教谕；妻张氏。
  - 胞兄贡生李成勳。其子一雍正乙卯举人李繼祖（旗籍），孙乾隆三十五年（1770）庚寅舉人李之駿（旗籍）。子二贡生李紹祖，孙儿国学生李秉鍵，曾孙咸豐癸丑進士李淇 (咸豐進士)。
- 曾祖李光祖（字顯齋），恩赐六品，福建汀州府知府，诰赠朝议大夫。捐金三百，在家乡倡修郡城试院，大学士查郎阿赠匾曰“望重山河”（载《滦州志（直隶）》）。妻郑氏。
- 祖父李士通（又李元通？，字柯亭），乾隆九年（1744）甲子科举人（隶内务府正白旗包衣弥勒保佐领下），十六年（1751年）辛未科进士（载《钦定八旗通志》科举）。祖母孙氏（其祖父康熙丁丑科进士孫躍）。胞兄李士适，河南河南府、福建汀州府知府；李士達，乾隆十二年丁卯科舉人（时隶内务府正白旗包衣弥勒保管领下），福建邵武府知府。
- 父李法（字憲文），乾隆三十五年庚寅恩科舉人（时隶内务府正白旗包衣盛保管领下），都察院经历。嫡生母曹氏（父曹曙升），继母赵氏（父趙巽飛）。
- 胞叔李鴻，国学生。妻曹氏，孙氏。其子道光六年(1826)丙戌科進士、陕西潼商兵备道李恩繼，道光十三年(1833)癸巳科進士李恩霖（道光进士）（又李恩纯）；兄弟两系嘉庆二十四年顺天乡试同榜。
- 胞弟李恩慶（母赵氏），道光十三年癸巳（1833）进士，官两淮盐运使。
- 胞兄李恩綏（字来轩），嘉慶辛未（1811）科二甲進士，著有《朗斋诗草》、《闽游小草》（载《永平府志：艺文志》）。其子一嘉庆癸酉科舉人、無錫縣知縣李彭齡。子二道光辛丑科進士、礼科掌印给事中李希彬（字小轩），其妻鄭淑（字荇洲，号琴亭女史），豐潤人，著有《琴亭女史残稿》（据《永平府志》卷四十八艺文志），卒年二十；鄭淑的《杏花歌》诗中写道：“春风拂拂去何处，吹上墙头红杏枝。此时可怜红杏花，胭脂一抹照人家”（载史夢蘭，《永平詩存》第二十四卷）。女李氏嫁道光二年（1822年）壬午恩科二甲进士汪于泗（籍直隸灤州；其父嘉慶六年（1801年）辛酉恩科三甲进士汪鑑（嘉慶进士））。
- 胞兄李恩廣（又李恩紀，字理堂；母赵氏），贡生，内务府营造司郎中、内务府正白旗护军统领。其：
  - 子道光庚子乡试附榜、四川金堂县知县李希鄴（字衣山）。孙女一李氏，原配嫁正蓝旗汉军、光緒二年（1876）丙子恩科進士胡俊章。孙女二李氏，原配嫁正白旗满洲、四川盐茶道穆爾察氏耆安（父察哈尔都统莊愨公福興 (清朝)，高祖正蓝旗蒙古都统、理藩院尚书勇肅公穆克登布（穆爾察氏）（字少谷）；母繼配蘇完瓜爾佳氏（父正黃旗滿洲、乾清門頭等侍衛博多洪武））。
  - 子李希裕，贡生，山西洪洞县、安邑縣（今運城）知县、候選知府。
  - 子李希善，监生，候选知县。
- 胞兄李恩元（字綸齋，自號延壽老人），工詩及書畫（载《绘境轩读画记》）。
- 胞兄李恩綸（字雲圃；母曹氏）。
- 妻常氏（父常發祥，字其园，直隸豊潤县（今唐山市丰润区）人，嘉慶十四年四川按察使、嘉慶十九年贵州布政史、光祿寺卿）。
- 子李希曾（又李希增），道光壬午（1822）进士，西安府知府。妻蒋氏（父嘉庆十年（1805年）乙丑科进士蔣策，胞姊蒋氏系同治二年（1863年）癸亥恩科探花文襄公張之洞的繼母）。
  - 孙儿李祜 (道光进士)，道光二年（1822年）壬午恩科进士；李祉，咸豐十年（1860年）庚申恩科进士。
  - 孙女李氏，嫁内务府正黄旗汉军、安徽鳳陽府知府邱氏裕恭（父嘉慶十九年進士雲麟；叔祖父乾隆戊戌科進士德生 (乾隆进士)，堂叔道光丙戌科進士景星 (道光进士)（字晴垣；其女邱氏，系正蓝旗汉军进士胡俊章二继妻））。
- 子李希晉（字小芸，号裴叔），候選知州，撰《讀書零碎錄》二卷。妻鄭氏。
  - 孙儿仲山，其妻葉赫顏札氏（胞兄內務府正黃旗滿洲、山西巡撫毓賢；胞兄毓廉，娶文靖公索綽絡氏寶鋆之女伯蘭；祖父道光丙戌科進士祥安（又祥紱））。桂山，崧山，崇山。
  - 孙女李氏，嫁镶黄旗满州、咸丰二年顺天乡试举人裕瑚鲁氏恩元（父道光丙申进士承齡；子奭良 (字召南)，任淮扬海兵备道，著有《野棠轩全集》，民国期间参与修订《清史稿》）。
  - 孙女李氏，嫁鑲黃旗滿洲、咸豐丙辰科進士馬佳氏紹祺（胞弟紹英，祖父禮部尚書昇寅）。
  - 孙女李氏，嫁内务府镶黄旗汉军、光绪十七年顺天乡试举人劉氏桂保（父道光己酉科舉人耀曾，祖父道光壬午恩科進士豫益）。